# Claro Open Colsanitas 2018
Il Claro Open Colsanitas 2018 è stato un torneo femminile di tennis giocato sulla terra rossa. È stata la 21ª edizione del Claro Open Colsanitas, che fa parte della categoria International nell'ambito del WTA Tour 2018. Si è giocato al Centro De Alto Rendimento di Bogotà, in Colombia, dal 9 al 15 aprile 2018.

## Partecipanti

### Teste di serie
| Nazionalità | Giocatrice           | Ranking* | Testa di serie |
| ----------- | -------------------- | -------- | -------------- |
| Germania    | Tatjana Maria        | 61       | 1              |
| Polonia     | Magda Linette        | 69       | 2              |
| Svezia      | Johanna Larsson      | 73       | 3              |
| Paraguay    | Verónica Cepede Royg | 81       | 4              |
| Spagna      | Lara Arruabarrena    | 84       | 5              |
| Stati Uniti | Alison Riske         | 89       | 6              |
| Romania     | Ana Bogdan           | 90       | 7              |
| Australia   | Ajla Tomljanović     | 96       | 8              |

* Ranking al 2 aprile 2018.

### Altre partecipanti
Le seguenti giocatrici hanno ricevuto una Wild card per il tabellone principale:
- Emiliana Arango
- María Herazo González
- María Camila Osorio Serrano

Le seguenti giocatrici sono passate dalle qualificazioni:

- Lizette Cabrera
- Valentini Grammatikopoulou
- Elitsa Kostova
- Victoria Rodríguez
- Daniela Seguel
- Renata Zarazúa

### Ritiri
Prima del torneo
- Eugenie Bouchard → sostituita da  Georgina García Pérez
- Sara Errani → sostituita da  Carol Zhao
- Beatriz Haddad Maia → sostituita da  Anna Blinkova
- Daria Kasatkina → sostituita da  Tereza Martincová
- Francesca Schiavone → sostituita da  Ysaline Bonaventure
- Sachia Vickery → sostituita da  Irina Falconi

Durante il torneo
- Emiliana Arango

## Punti e montepremi
| Torneo    | Torneo              | V      | F      | SF     | QF    | 2T    | 1T    | Q  | Q2    | Q1  |
| Singolare | Punti               | 280    | 180    | 110    | 60    | 30    | 1     | 18 | 12    | 1   |
| Singolare | Premi in denaro ($) | 43.000 | 21.400 | 11.500 | 6.175 | 3.400 | 2.100 | –  | 1.020 | 600 |
| Doppio    | Punti               | 280    | 180    | 110    | 60    | –     | 1     | –  | –     | –   |
| Doppio    | Premi in denaro ($) | 12.300 | 6.400  | 3.435  | 1.820 | –     | 960   | –  | –     | –   |

## Campionesse

### Singolare
Anna Karolína Schmiedlová ha battuto in finale  Lara Arruabarrena con il punteggio di 6-2, 6-4
- È il terzo titolo in carriera per la Schmiedlová, il primo della stagione.

### Doppio
Dalila Jakupovič /  Irina Chromačëva hanno battuto in finale  Mariana Duque Mariño /  Nadia Podoroska con il punteggio di 6-3, 6-4.